# Cerodontha nowakowskii
Cerodontha nowakowskii är en tvåvingeart som beskrevs av Zlobin 1984. Cerodontha nowakowskii ingår i släktet Cerodontha och familjen minerarflugor. Inga underarter finns listade i Catalogue of Life.